# Аржеников, Константин Петрович
Константин Петрович Аржеников (1862—1933) — русский педагог-математик, методист по арифметике, Герой Труда (1932).

## Биография
В 1881 году он окончил с золотой медалью 2-ю Московскую гимназию, в 1886 — физико-математический факультет Московского университета со степенью кандидата. Был назначен исправляющим должность преподавателя математики в Новинскую учительскую семинарию. В 1888 году перемещён в Поливановскую учительскую семинарию (возле Подольска). С 1889 года — учитель математики Костромской мужской гимназии.
В 1895 году руководил педагогическим семинаром в Дмитрове. В 1896 году выпустил первую большую методическую работу «Уроки арифметики». Сразу же после этого составил учебники-задачники по арифметике для детей начальной школы и в 1898 году вышло первое издание методики.
С 1897 года участвовал в организованных земством курсах в разных городах (Рыбинск, Ярославль, Самара, Кострома и др.), где читал методику арифметики и руководил практикой. 
С 1899 года — преподаватель математики в старших классах Костромской женской гимназии и методики арифметики в её 8-м педагогическом классе.
С 1906 года — учитель математики Костромской Григоровской женской гимназии; в 1905—1911 годах исполнял в ней обязанности председателя педагогического совета.
В 1918—1930 годах преподавал на рабфаке.
Умер 22 марта 1933 года в доме № 37 на ул. Никольской (ныне Свердлова) в Костроме.

## Награды
- орден Св. Анны 2-й (1906) и 3-й(1896) ст.;
- орден Св. Станислава2 -й (1902) и 3-й (1891) ст.;
- серебряная медаль «В память царствования императора Александра III» (1896).
- Герой Труда (1932)[1]

## Список сборников
- Методика начальной арифметики / К. П. Аржеников… (1899—1900)
- Метрические меры / К. П. Аржеников… (1911)
- Ответы к Сборникам арифметических задач и примеров для начальных народных училищ: Годы I, II, III, I… (1915)
- Ответы к Сборнику арифметических задач и примеров для начальных народных училищ / К. П. Аржеников… (1898)
- Сборник арифметических задач и примеров для начальных народных училищ. Год четвертый: 1. Обыкновенны… (1907)
- Сборник арифметических задач и примеров для начальных народных училищ: Год второй / Сост. К. П. Арже… (1898)
- Сборник арифметических задач и примеров для начальных народных училищ: Год первый / Сост. К. П. Арже… (1898)
- Сборник арифметических задач и примеров для начальных народных училищ: Год второй / Сост. К. П. Арже… (1898)
- Сборник арифметических задач и примеров для начальных народных училищ: Год третий / Сост. К. П. Арже… (1898)
- Сборник упражнений по геометрии для начальных училищ / К. П. Аржеников… (1904)
- Сборник упражнений по геометрии: Пособие для нач. уч-щ / К. П. Аржеников… (1910)
- Уроки начальной арифметики: Метод. руководство для учителей нач. уч-щ и воспитанников учит. семинари… (1896)